# Federico Marconcini
Federico Marconcini (Collegno, 3 aprile 1884 – Bruino, 27 giugno 1974) è stato un politico ed economista italiano, professore, sin dalla fondazione, presso la Università Cattolica del Sacro Cuore di Milano.V

## Biografia
Crebbe fra Collegno e la Valle di Susa, presso il Castello di Bruzolo, che la famiglia da parte di madre possedeva da più di un secolo e dove si stabilì nel 1919, dopo le nozze con Lidia Torretta. A Bruzolo Federico Marconcini risiedette per gran parte della sua vita, quando non impegnato con le lezioni universitarie, gli incarichi professionali o parlamentari. Uomo dalla profonda fede cristiana, aderì all'Azione Cattolica, nella quale ebbe incarichi rilevanti a livello regionale nel campo della formazione. Fu un celebre collaboratore del giornale diocesano La Valsusa e strinse una solida amicizia con il prete-pittore tardodivisionista don Angelo Rescalli, di cui divenne convinto collezionista, acquistando nel tempo una trentina di opere che espose presso il Castello di Bruzolo.

## Attività politica prima del fascismo

### Fondatore del Partito Popolare
Federico Marconcini compì tutta la sua attività politica nell'ambito del Partito Popolare Italiano prima e della Democrazia Cristiana poi. Aderì alle idee di don Luigi Sturzo fin dalle origini e pose un forte accento sulla politica economica e sulle autonomie locali, anche nel dopoguerra.
Iniziò giovanissimo l'attività politica, sulla scorta della Lettera Enciclica Rerum Novarum. Proprio nella chiave della polìs, l'amore per il territorio in cui viveva, va letto l'impegno giornalistico nel settimanale diocesano La Valsusa, fondato nel 1897. Valente oratore e apprezzato conferenziere, nel 1914 venne eletto consigliere comunale a Torino nelle file del partito monarchico. Dopo la Prima Guerra Mondiale fu tra i fondatori del Partito Popolare Italiano in Piemonte nel 1919, con il quale ricoprì le cariche di consigliere provinciale, Deputato nella XXV legislatura del Regno d'Italia (1919-21)- fu tra i primi popolari a essere eletti in Parlamento - poi della XXVI (1921-24) e XXVII. Vicino alla Famiglia Reale, partecipò alla Secessione aventiniana, fu fermo oppositore del fascismo e per questo venne perseguitato dal Regime, dichiarato decaduto dalla carica di deputato nel 1926 e costretto a ritirarsi dalla vita politica attiva come Alcide de Gasperi. Proseguì la sua carriera di brillante conferenziere.

## Attività politica dopo il fascismo

### Senatore e consigliere provinciale
Nel 1948 venne eletto Senatore nella I legislatura della Repubblica Italiana dal 1948 al 1953, e deputato del Collegio di Torino/Novara Vercelli. Optò per il Senato. Nel 1953 ottenne il successo elettorale nel collegio di Torino Centro, ma non venne eletto per via del meccanismo della legge elettorale. Tra il 1951 e il 1970 fu consigliere della Provincia di Torino, sempre con la Democrazia Cristiana.
Tra gli incarichi, nel secondo dopoguerra sono da rimarcare la funzione di Capo Delegazione del Governo italiano a Londra per la sistemazione del debito pubblico dell'Austria e l'essere stato uno dei primi membri italiani del Consiglio d'Europa a Strasburgo.

## Incarichi
Ricoprì anche gli incarichi di:
- presidente della Commissione parlamentare di vigilanza per il debito pubblico;
- vice presidente della Commissione speciale del Consiglio Nazionale dell'Economia e del Lavoro;
- vice presidente della V Commissione permanente Finanze e Tesoro
- consigliere nazionale della Confederazione italiana delle Cooperative;
- membro del Consiglio Interministeriale per le agevolazioni alla media e piccola industria;
- membro del Consiglio di Amministrazione dell'ATIVA (Autostrada Torino - Ivrea - Aosta)

## Docente universitario a Torino e alla Cattolica
Si laureò in Giurisprudenza nel 1907 all'Università degli Studi di Torino, dove insegnavano come suoi docenti il professor Achille Loria e Luigi Einaudi. Considerava suo maestro anche il giornalista, politico cattolico e libero docente Angelo Mauri. Ottenne incarichi (solo annuali per problemi politici durante il fascismo) come libero docente universitario di Politica economica e Politica finanziaria prima alla Regia Università di Torino e poi anche all'Università Cattolica del Sacro Cuore di Milano. Fu docente di Scienza delle finanze  dagli esordi dell'ateneo.
Libero docente di Economia politica, scrisse oltre venti testi scientifici di economia, alcuni saggi storici (come Bruzolo e i suoi Trattati sul Trattato di Bruzolo del 1610 e Cavalcata di secoli attraverso il Valico del Cenisio, editi dalla Società di Studi Storici Segusium) e negli anni venti un importante profilo su Giuseppe Toniolo, ispiratore di un impegno attivo dei cattolici nella politica e nel sociale.

## Pubblicazioni
- La genesi storica del diritto di associazione e del diritto di sciopero, Torino, Tip. Editrice, 1907
- Il movimento sociale cristiano nel Belgio, nella Germania e nell'Italia: brevi appunti storici, 1909, 111 p. Ciclostilato.
- Matrimonio e neomaltusianismo: saggio religioso, medico, sociale Mercier, Desplats, Vermeersch; unica traduzione autorizzata, Torino, Tip. P. Gerbone, 1910
- L'industria domestica salariata nei rapporti interni e internazionali; con prefazione di Achille Loria, Torino, F. Bertinatti, 1914
- Il carattere contingente delle forme economiche in relazione ai rapporti fra capitale e lavoro, Torino, P. Viano, 1922
- Saggio sulla rendita e sulle sue modificazioni imputabili all'azione dei mezzi di trasporto, Milano, Vita e Pensiero, 1924 (Monza, Arti Grafiche Monza)
- L'economia del lavoro: lineamenti di una dottrina etico personalistica del lavoro produttivo, Milano, Vita e pensiero, 1926
- Elementi di economia Politica e di scienza delle finanze, Torino, Soc. Edit. Internazionale, 1927, S. Benigno Canavese, Tip. D. Bosco
- Vicende dell'oro e dell'argento: dalle premesse storiche alla liquidazione della Unione monetaria latina (1803-1925), Milano, Vita e pensiero, 1929
- Profilo di Giuseppe Toniolo economista, Milano, Vita e pensiero, 1930
- La paura della prole: studio del problema dello spopolamento sotto l'aspetto statistico economico, medico, sociale, religioso, Torino, SIT, 1930
- Momento mercantilista settecentesco: la "Dissertazione sopra il commercio" di Girolamo Belloni, banchiere romano, Milano, Vita e pensiero, 1931
- Profilo di Giuseppe Toniolo economista, Modena, Società tipografica modenese, 1931
- L'unità del pensiero economico di Gioachino Pecci negli scritti anteriori e posteriori alla "Rerum Novarum", Milano, Vita e pensiero, 1931
- Commemorazione di F. Ozanam, Alessandria, Ferrari Occella. 1934
- Culle vuote : il declino delle nascite in Europa, sviluppo, cause, rimedi, Como, Cavalleri, 1935
- Economia politica: per il liceo classico, il liceo scientifico e l'istituto magistrale superiore, R. Decreto 7 maggio 1936 XIV . Torino, Società editrice internazionale.
- In margine ai 'Poroi' di Senofonte, Firenze, Casa Editrice Poligrafica Universitaria, 1936
- A proposito di un "précis", Milano, Premiata tip. pontificia ed arcivescovile San Giuseppe, 1937
- Errori sulla famiglia, a cura dell'Unione uomini di A.C. Roma, Anonima tipografica editrice laziale, 1938
- Scienza delle finanze: con cenni di diritto finanziario, Torino, Giappichelli, 1939.
- Corso propedeutico di economia sociale, a cura del Consiglio Diocesano degli uomini di A. C., anno 1941/42, Torino, Tip. Biamino, 1942
- In questa rovente svolta della storia, Bergamo, Ed. orobiche, 1943
- Nel buio arco della notte, Alba, San Paolo, 1944.
- Rientrare nella società, Varese, La Tipografica Varese, 1944.
- Culle vuote: rilievi e considerazioni sulla denatalità in Europa, II ed. riveduta e aggiornata, Alba, San Paolo, 1945
- Democrazia, Alba, San Paolo, 1946.
- Luigi Veuillot, atleta della penna (1813 1883), Alba, Edizioni paoline, 1947.
- Per il piano Marshall: discorso tenuto al Senato della Repubblica nella Seduta antimeridiana del 30 luglio 1948, Roma, Tipografia del Senato, 1948
- Interpretazione del Patto atlantico: discorso tenuto al Senato della Repubblica nella seduta del 28 luglio 1949, Roma, Tipografia del Senato, 1949
- Considerazioni su qualche aspetto della situazione finanziaria: discorso tenuto al Senato della Repubblica nella seduta del 29 ottobre 1948, Roma, Tipografia del Senato, 1949
- Perché la montagna viva: discorso pronunciato al Senato della Repubblica nella seduta del 24 febbraio 1950, Roma, Tipografia del Senato, 1950
- Per la libertà della scuola: discorso pronunciato al Senato della Repubblica nella seduta del 5 maggio 1950 nella discussione dello stato di previsione del Ministero della pubblica istruzione per l'esercizio finanziario 1950/51, Roma, Tipografia del Senato, 1950
- Per la montagna rifugio di libertà: discorso tenuto al Senato della Repubblica nella seduta del 20 giugno 1951. Roma, Tipografia del Senato, 1951
- Per il Consiglio nazionale dell'economia e del lavoro e contro il pericolo di una Terza camera: discorso pronunziato al Senato della Repubblica nella seduta del 7 dicembre 1951, Roma, Tipografia del Senat, 1952
- Il debito pubblico dello Stato italiano fra le due guerre mondiali e nella situazione d'oggi: dati di fatto e giudizio critico : relazione al Senato (seduta del 13 giugno 1952) sullo stato di previsione della spesa del Ministero del tesoro per l'esercizio finanziario 1952/53, Roma, Tipografia del Senato, 1952
- Problemi ferroviari di Torino e del Piemonte e disavanzo dell'azienda FF.SS.: discorso sullo stato di previsione della spesa del Ministero dei trasporti per l'esercizio 1952/53: seduta del giorno 3 luglio 1952, Roma, Tipografia del Senato, 1952
- Dove solo è possibile l'incontro degli uomini: discorso detto in Senato, discutendosi una legge per contributi alla costruzione di nuove chiese parrocchiali: seduta del 3 dicembre 1952, Roma, Tipografia del Senato, 1953
- Provvedimenti per la città di Napoli: relazione sul disegno di legge n. 2277 presentata alla presidenza del senato il 24 gennaio 1953, Roma, Tip. del Senato, 1953
- Nel ventennale della morte di Angelo Mauri, Torino, SPES, 1956
- Elementi di sociologia: Prefazione di Mauro Martegiani, Torino, Tip. Bellino e Ballocca, 1956
- I massimi problemi economico sociali d'oggi nel pensiero di Giovanni 23°: Mater et magistra, 15 maggio 1961, Torino, Ediz. Centro studi L. Sturzo, 1962
- Conoscere il marxismo: dalle premesse storiche alla realtà di oggi, Torino, Ediz. Centro studi L. Sturzo, 1963
- Federico Marconcini, Bruzolo e i suoi Trattati, in Numero speciale su Bruzolo e i trattati del 1610, Segusium, anno II - n. 2, Torino dicembre 1965
- Cavalcata di secoli attraverso il Valico del Cenisio, Segusium A. 9, n. 9, 1972

## Onorificenze
Durante la prima guerra mondiale venne decorato al valore militare e creato successivamente cavaliere "per merito di guerra" e poi nel 1957 Grande ufficiale dell'Ordine al merito della Repubblica Italiana.